# Polizia Penitenziaria
El Cuerpo de Policía Penitenciaria (en italiano, Corpo di Polizia Penitenziaria), llamada simplemente Policía Penitenciaria (en italiano, Polizia Penitenziaria), es un cuerpo de policía civil parte del cuerpo de policía italiana, y que depende del Ministerio de Justicia a través del Departamento de Administración Penitenciaria.
La Policía Penitenciaria es uno de los cuatro cuerpos policiales de Italia, organizada de forma militar, cuya función es controlar las 207 prisiones italianas, con cerca de 46 400 oficiales de policía.
La Policía Penitenciaria realiza tareas de policía judicial, seguridad pública, policía de tránsito y gestión de personas sometidas a medidas de restricción o limitación de la libertad personal.
A la policía pertenecen la Associazione Sportiva Dilettantistica Astrea, un club de fútbol, y el Gruppo Sportivo Fiamme Azzurre, un club polideportivo, así como los deportistas Aldo Montano, Carolina Kostner y Clemente Russo.

## Historia

### Corpo degli agenti di custodia
El Corpo degli agenti di custodia fue un cuerpo militar que se creó el 18 de marzo de 1817, fecha de promulgación de las patentes reales del Reino de Cerdeña que constituyeron las Familias de Justicia, es decir, el primer ejemplo de cuerpo penitenciario en el Reino de Italia. 
El Cuerpo perteneció primero al Reino de Cerdeña, después al Reino de Italia y luego a la República Italiana desde 1890 hasta 1990 con la tarea de mantener la seguridad de las prisiones. El Cuerpo que, en principio, era una organización civil, dependía del Ministerio del Interior, pero en 1922 la responsabilidad pasó al Ministerio de Gracia y Justicia.

### Policía penitenciaria moderna
En 1923 la administración pasó del entonces Ministerio del Interior al Ministerio de Gracia y Justicia. Como resultado del real decreto n.º 2584 del 30 de diciembre de 1937, ha adquirido el estatus militar, que fue confirmado posteriormente por decreto de teniente n.º 508 del 21 de agosto de 1945.
Con la promulgación de la ley n.º 395 del 15 de diciembre de 1990, el cuerpo tomó su nombre actual y fue desmilitarizado. La Policía Penitenciaria incluye a los miembros y el equipamiento del antiguo cuerpo de funcionarios penitenciarios y, en parte, a los antiguos supervisores penitenciarios.
Por decreto, publicado en el Boletín Oficial del Ministerio de Justicia del 31 de marzo de 2004, el ministro de Justicia aplicó el decreto legislativo n.º 146 de 21 de mayo de 2000, relativo a la identificación de las tareas y deberes de quienes pertenecen a las funciones de dirección ordinaria y especial de la Policía Penitenciaria.
Desde mayo de 2000, la administración penitenciaria ha iniciado un plan de cooperación con la misión internacional de las Naciones Unidas en Kosovo. Un contingente de policía penitenciaria fue asignado a la División de Gestión Penitenciaria del centro correccional de Kosovo–Misión de las Naciones Unidas (UNMIK) y empleado en el instituto penitenciario de Dubrava, el más grande de la península balcánica, en actividades particularmente sensibles, como vigilancia de seguridad exterior, servicios de traslado de prisioneros.
En marzo de 2002, el contingente de la Policía Penitenciaria tuvo la extraordinaria tarea de llevar a cabo el traslado de aproximadamente 165 prisioneros de etnia albanesa-kosovar de las prisiones serbias. Al finalizar el primer semestre de empleo, los integrantes del contingente fueron galardonados con la medalla de la paz, un honor especial de las Naciones Unidas.

## Emblemas y símbolos
El Cuerpo de Policía Penitenciaria está representado por:

### Escudo de armas
El escudo de armas del Cuerpo de Policía Penitenciaria fue otorgado por decreto presidencial del 31 de mayo de 1999.

Escudo de armas del Cuerpo de Policía Penitenciaria

#### Descripción
El azul de las llamas sobre el plateado del campo, en el primero, son los colores tradicionales. La llama representa la esperanza de recuperación, en la sociedad, de la persona que cumple su condena, tarea institucional del Cuerpo. La banda disminuida en rojo recuerda la sangre derramada por los hombres de los guardias y supervisores penitenciarios en defensa de las instituciones democráticas y sus leyes.
El honorable parche paladar de cuatro, en colores tradicionales, es símbolo de firmeza y estabilidad en la misión asignada. El escudo lleva estampada la corona dorada del Cuerpo y está rodeado de hojas de roble y laurel, ambas atadas con una cinta tricolor. 

#### Lema
Asimismo, las tareas institucionales del Cuerpo se recuerdan en el lema inscripto en latín en el listón dorado de la base del escudo: «Despondere spem munus nostrum» (en español, ‘Garantizar la esperanza es nuestra tarea’).

### Bandera
El decreto legislativo n.º 508 del 21 de agosto de 1945, asignó la bandera nacional al Corpo degli agenti di custodia, por ser «parte de las Fuerzas Armadas del Estado y del servicio de seguridad pública». La entrega, con ceremonia solemne, al Batallón de suboficiales del Corpo degli agenti di custodia tuvo lugar el 12 de septiembre de 1949, en la escuela militar de Portici.

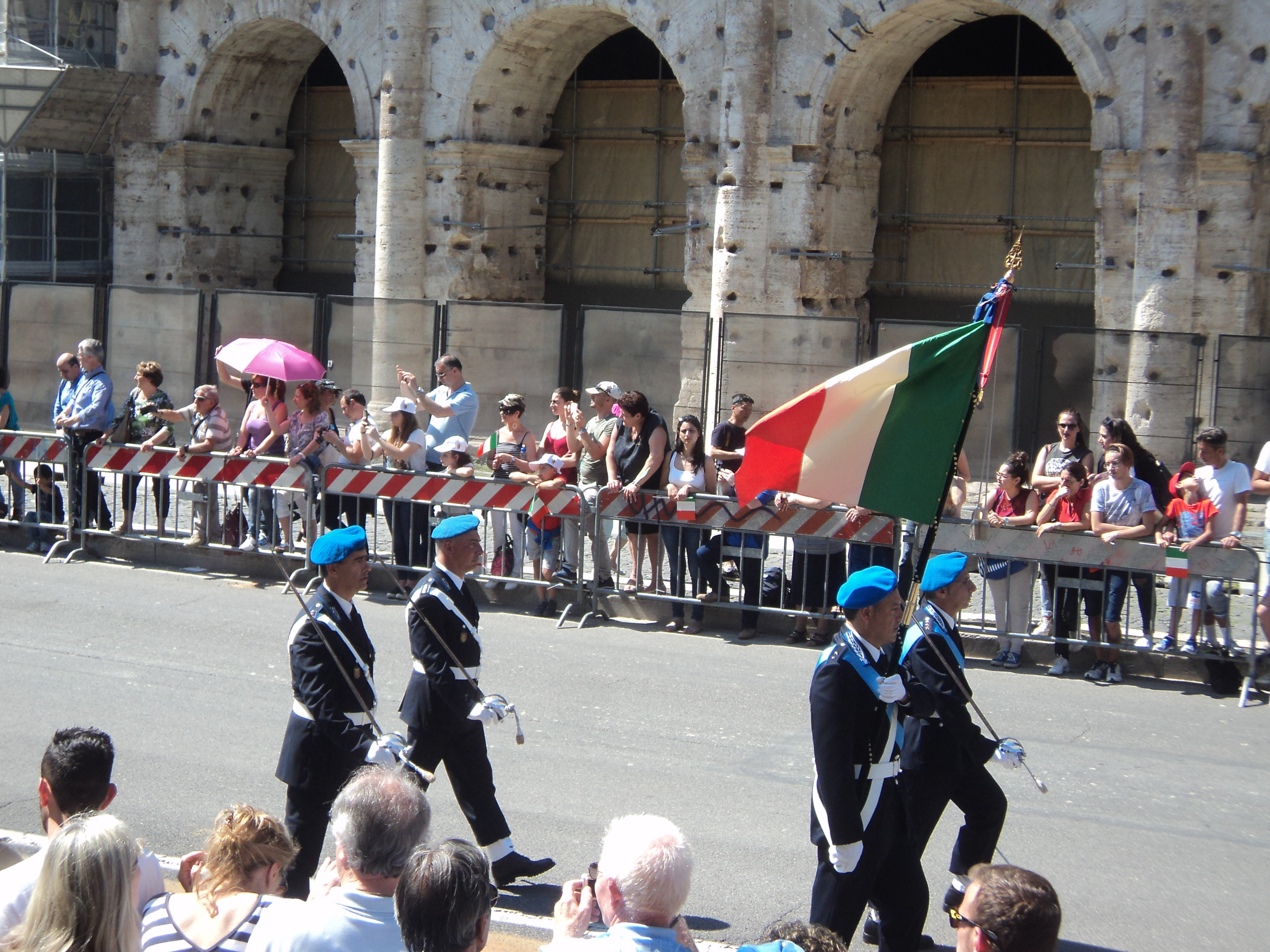
Desfile del Día de la República (2015)

Según la ley del 15 de diciembre de 1990, n.º 395, que creaba el Cuerpo de Policía Penitenciaria, disolviéndose el Corpo degli agenti di custodia, pasó al Cuerpo de Policía Penitenciaria.
Con el decreto presidencial n.º 435 del 19 de octubre de 1993, se dictó el reglamento para determinar las características de la bandera de la Policía Penitenciaria, así como los métodos de custodia, despliegue, transporte, reparación y renovación de la misma. Se conserva en la oficina del jefe de departamento y se utiliza con motivo de ceremonias solemnes.

### Friso
Desde mediados de los años cincuenta substituye al antiguo friso de época monárquica, representando en relieve un águila plateada dentro de un escudo con fondo azul y ribeteado en plata. En la parte inferior estaba el monograma «RI» en letras una al lado de la otra, en plata y relieve. Sobre el escudo había una estrella de cinco puntas, plateada y también en relieve.
El friso actual representa una antorcha con llama con dos hojas de laurel moleteadas. En el centro, sobre la antorcha, hay un escudo con fondo azul y ribeteado en plata que lleva superpuestas las letras «RI» también en plata.

### Himno

#### Historia
Siamo tutti figli tuoi (literalmente, ‘Todos somos tus hijos’) es el himno oficial del Cuerpo de Policía Penitenciaria compuesto por Giuseppe Marcucci e interpretado por primera vez durante la 193.ª ceremonia anual de la Policía Penitenciaria celebrada en el arco de Constantino por la banda de música del Cuerpo, y el cantante de ópera Vincenzo La Scola.

#### Letra
Io affronterò la vita mia in sacrificio, patto d'onestà,
e tu che puoi, ricorda che nel dolore siamo tutti figli tuoi
Percorrerò la retta via mi impegnerò sempre di più can l'anima mia
Affronterò con energia questo compito che scanditrà la mia vita
Prega per me Santa Maria riempimi d'amore e cosi sia e aiutaci a vivere sempre uniti in fratellanza con lealtà
prega per noi siam figli tuoi prega per noi, siam tutti figli, tutti figli tuoi.
Mater Regina Amen
Enfrentaré mi vida en sacrificio, un pacto de honestidad,
y tú que puedas, recuerda que en el dolor todos somos tus hijos.
Seguiré el camino correcto, siempre me comprometeré más y más con mi alma;
afrontaré esta tarea con una energía que marcará mi vida.
Ruega por mí María Santísima lléname de amor y que así sea y ayúdanos a vivir siempre unidos en hermandad con lealtad,
ruega por nosotros, somos tus hijos, ruega por nosotros, todos somos tus hijos, todos tus hijos.
Mater Regina Amen
Siamo tutti figli tuoi
Giuseppe Marcucci

### Patronazgo

#### Antecedentes
Como narra el historiador Eusebio de Cesarea en su Historia eclesiástica, Basílides era natural de la Alejandría de Egipto, vivió en la época de las persecuciones contra los cristianos por parte del emperador Septimio Severo, y tuvo la oportunidad de asistir a la Escuela de Alejandría donde el teólogo y filósofo Orígenes enseñó a muchos paganos, entre ellos, gente culta y filósofos, que se sintieron atraídos por su sabiduría y su exégesis evangélica.
Entre ellos, Basílides era un simple soldado del ejército romano, pero quedó igualmente impresionado por las enseñanzas de Orígenes, que dieron origen en él a los primeros gérmenes de conversión. Mientras la persecución anticristiana arreciaba, Basílides, que como soldado era una especie de guardia de prisión, recibió el encargo del juez Aquila de llevar a la bella virgen Potamiena a la horca porque se había negado a renunciar a su fe. Cumplió rápidamente la orden, pero durante el transporte evitó que la víctima fuera ultrajada por la multitud. Esta simple previsión conmovió a la futura santa, quien prometió que, una vez que alcanzara el cielo en presencia de Dios, intercedería por él. Unos días más tarde, Basílides fue llamado a jurar ante ídolos civiles, pero inesperadamente se negó, declarándose repentinamente cristiano, ante el evidente asombro de sus compañeros soldados, y por lo tanto fue llevado ante un juez para confirmar su fe cristiana.
A consecuencia de esto fue encarcelado, y a los que lo visitaban en prisión les contó que la virgen y mártir Potamiena se le había aparecido en sueños tres días tras su martirio, colocándole una corona en la cabeza y diciéndole que había orado por él y había obtenido de Dios la gracia de la conversión, que poco después volvería para acogerlo en su último martirio. Basílides fue bautizado en prisión y decapitado al día siguiente.

#### Proclamación
Basílides, junto con Potamiena, Marcela y otros seis discípulos de Orígenes, se conmemora en el Martirologio de san Jerónimo el 28 de junio, mientras que sólo el Martirologio romano recuerda a san Basílides el 30 de junio. Por decreto de la Sagrada Congregación de Ritos del 2 de septiembre de 1948, san Basílides fue proclamado patrón del Cuerpo de Oficiales de Custodia, actual Cuerpo de Policía Penitenciaria. El 30 de junio, miembros del Cuerpo de Policía Penitenciaria celebran la fiesta de san Basílides, cuyo culto se une al de santa Potamiena y santa Marcela.

### Banda de música
La banda de música, que tiene su sede en la escuela Palazzo Valle de Portici, actúa con motivo de las celebraciones más importantes en la vida de las instituciones: representa al Cuerpo de Policía Penitenciaria en eventos públicos nacionales e internacionales.
El alto nivel artístico alcanzado por la banda contribuye a difundir la imagen del Cuerpo y a representarlo dignamente en actos públicos en los que su presencia esté en armonía con los fines institucionales del Cuerpo de Policía Penitenciaria, recibiendo el reconocimiento unánime de la crítica y un gran éxito de público.
Entre las numerosas participaciones en prestigiosos eventos de la vida institucional, cultural y deportiva italiana, se destaca el concierto realizado por la banda el 6 de julio de 1992 en el marco del Festival de los Dos Mundos en Espoleto, en el anfiteatro romano. La banda también actuó en el Campeonato Mundial de Natación en Roma, en el Campeonato Mundial Militar y en los Juegos Mundiales de Policía. Entre las salidas públicas de la banda, fue especialmente apreciado el concierto celebrado en el Teatro de la Ópera de Roma el 7 de abril de 1999, en presencia del ministro de Justicia. La banda está dirigida por el director maestro Fausto Remini.

## Competencias y funciones
Las competencias institucionales se describen en el artículo 5 de la ley n.º 395 del 15 de diciembre de 1990, que establece que la Policía Penitenciaria es administrada por el Departamento de Administración Penitenciaria del Ministerio de Justicia, y cumple lo establecido por la ley n.º 354 del 26 de julio de 1975, sobre el sistema penitenciario, que del reglamento de aplicación, el decreto presidencial n.º 230 del 30 de junio de 2000, así como las disposiciones de la misma ley n.º 395.
La Policía Penitenciaria realiza principalmente la tarea de gestionar a las personas sometidas a medidas de restricción o limitación de la libertad personal, garantiza el orden público y la protección de la seguridad dentro de las instituciones, participa en la observación y tratamiento de los reclusos; además, realiza servicios de seguridad ciudadana, así como el traslado de detenidos, de institución en institución, en las salas de audiencias para la celebración de juicios y en lugares externos de tratamiento, y de conformidad con el decreto del Ministerio de Justicia de julio de 1991, también se ocupa de las actividades y el traslado y la vigilancia a través del Servicio de traslados y vigilancia. Así mismo, lleva a cabo actividades de policía de tránsito de conformidad con el artículo 12 del Código de circulación, también participa en el mantenimiento del orden público, realiza actividades de policía judicial y de seguridad pública incluso fuera del ámbito penitenciario, así como todos los demás cuerpos policiales, realiza actividades de escolta para proteger a las personalidades institucionales (p. ej., el ministro de Justicia, el subsecretario del Estado) y magistrados.

## Organización

### Departamento de Administración Penitenciaria
El Departamento de Administración Penitenciaria (en italiano, Dipartimento dell'amministrazione penitenziaria) es uno de los cuatro departamentos en los que se divide el Ministerio de Justicia. De ello depende el Cuerpo de Policía Penitenciaria.

#### Historia
El departamento fue creado por ley n.º 395 el 15 de diciembre de 1990, en substitución de la anterior Dirección General de Instituciones de Prevención y Sanción.

#### Competencias y funciones
La tarea del departamento es velar por el orden y la seguridad dentro de las instituciones penitenciarias, el desempeño de las tareas relativas a la ejecución de la medida cautelar de custodia en prisión, de las penas de prisión y medidas de seguridad, de las medidas alternativas a la detención. También garantiza la aplicación de la política de orden y seguridad de las instituciones y servicios penitenciarios y el tratamiento de los presos e internados, así como de los condenados e internados admitidos para beneficiarse de medidas alternativas a la detención; a la coordinación técnico-operativa y a la gestión y administración del personal penitenciario, así como a la coordinación técnico-operativa del citado personal y colaboradores externos de la administración; a la dirección y gestión de apoyos técnicos, para las necesidades generales del propio departamento. 

#### Organización
Está dividido en todo el territorio en departamentos regionales de administración penitenciaria, que administran las instituciones penitenciarias para adultos, presentes en todas las regiones.
- Dirección General de Personal
- Dirección General de Reclusos y Tratamiento
- Dirección General de Formación
- Dirección General para la Gestión de Bienes, Servicios e Intervenciones en el ámbito de los edificios penitenciarios
- Autoridades regionales (organismos periféricos):

1. Piamonte–Liguria–Valle de Aosta[15]
2. Véneto–Friul-Venecia Julia–Trentino-Alto Adigio[16]
3. Lombardía[17]
4. Emilia-Romaña–Marcas[18]
5. Toscana–Umbría[19]
6. Lacio–Abruzos–Molise[20]
7. Campania[21]
8. Apulia–Basilicata[22]
9. Calabria[23]
10. Sicilia[24]
11. Cerdeña[25]

- Y, por supuesto, el Cuerpo de Policía Penitenciaria.

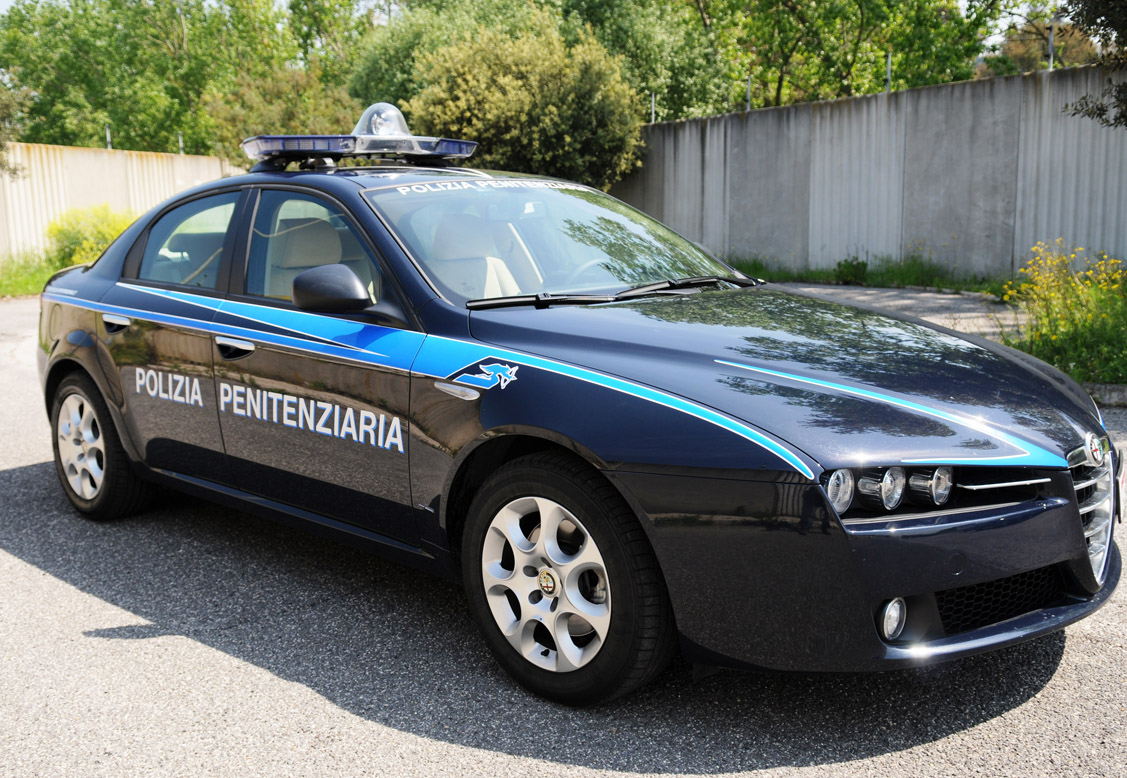
Un automóvil Alfa Romeo 159 de la Policía penitenciaria

#### Directiva
El jefe del Departamento de Administración Penitenciaria, normalmente elegido entre las funciones del poder judicial, se beneficia de la asignación prevista para el jefe de la Policía Penitenciaria, el comandante general de los carabineros y el comandante general de la Guardia de Finanzas, y es miembro efectivo del Comité Nacional para el Orden y la Seguridad Públicos.
El jefe de departamento desde enero de 2023 es Giovanni Russo, sirviendo Lina Di Domenico como subjefe de departamento, mientras que el director general de personal es Massimo Parisi.

### Departamentos de la Policía Penitenciaria
La Policía Penitenciaria cuenta con diversos servicios y especialidades, coordinados a nivel nacional por el Departamento de Administración Penitenciaria y a nivel autonómico por los departamentos de administración penitenciaria del Ministerio de Justicia:

#### Unidad Canina Antidrogas
La Unidad Canina Antidrogas (en italiano, Servizio Cinofilo Antidroga) tiene como principal función la lucha contra la presencia de substancias estupefacientes en los centros penitenciarios. La unidad está organizada a través de unidades centrales, cuya presencia en los centros penitenciarios de su ámbito depende del análisis de factores como el alcance de la situación de drogadicción en el territorio, en los centros penitenciarios, el número de reclusos de cada centro, entre otros.

#### Grupo de operaciones móviles – G. O. M.

Escudo del Grupo de operaciones móviles

El Grupo de operaciones móviles (en italiano, Gruppo operativo mobile) se encarga de mantener el orden y la disciplina en instituciones penitenciarias, dando prioridad a las intervenciones en caso de situaciones graves de perturbación. Está compuesto por seiscientas unidades, y también se encarga de los servicios de protección y escolta del personal en servicio de la Dirección de Administración Penitenciaria y del Ministerio de Justicia expuesto a situaciones particulares de riesgo personal, el traslado de todos los presos «colaboradores de la justicia», en muy alto riesgo. Estos servicios son realizados por la Unidad de protección y escolta, compuesta por aproximadamente cincuenta unidades.

#### Servicio de Traslado y Vigilancia
El Servicio de Traslado y Vigilancia (en italiano, Servizio Traduzioni e Piantonamenti) realiza servicios de orden público, seguridad y auxilio público, así como la vigilancia de presos o internados en lugares de tratamiento fuera de las instituciones penitenciarias o de hospitalización, traslado de detenidos, de institución en institución, en las salas de audiencias para la celebración de juicios y en lugares externos de tratamiento.
Fue establecido formalmente por ley n.º 395 del 15 de diciembre de 1990; los métodos fueron establecidos por decreto del Ministerio de Justicia en julio de 1991. El servicio se realiza utilizando vehículos de carretera, vehículos ferroviarios, vehículos navales y vehículos aéreos. Con aproximadamente cinco mil unidades y más de dos mil quinientos vehículos. El Servicio se divide en cuatro niveles funcionales:
- El nivel central de la oficina de Coordinación tiene su sede en Roma y depende directamente de la Dirección General de Personal y Formación. Interactúa con las demás direcciones departamentales y sus estructuras periféricas; mantiene contactos a nivel central y periférico con las fuerzas policiales y las Fuerzas Armadas; realiza actividades de análisis y planificación en relación con las necesidades del Servicio de Traslado y Plantación a partir del procesamiento de datos adquiridos de las estructuras periféricas; opina y desarrolla propuestas en materia de comunicaciones para la compra y prueba de medios y materiales.[28]
- El nivel regional se establece en cada departamento regional del Departamento de Administración Penitenciaria: coordina los niveles funcionales provinciales y locales en el ámbito territorial de su competencia y les da directrices sobre el servicio, coordinándolas previamente, en su caso, con el nivel central; supervisa, organiza, planifica y dispone el movimiento de personas o vehículos; garantiza asistencia operativa y logística a los convoyes de traducción en tránsito en el territorio pertinente.[28]
- El nivel provincial e interprovincial depende directamente del superintendente regional y se establece cuando la complejidad operativa lo requiere.[28]
- El nivel local se establece como norma en toda institución penitenciaria: lleva a cabo las actividades propias del Servicio bajo la responsabilidad de un coordinador elegido entre los inspectores.[28]

#### Unidad Central de Investigación – N. I. C.
La Unidad Central de Investigación (en italiano, Nucleo Investigativo Centrale) se ocupa de las investigaciones sobre el crimen organizado y el terrorismo, además de dirigir las actividades de investigación de las ramas regionales y territoriales de la Policía Penitenciaria. Por sus funciones y competencias, la Unidad Central de Investigación, además de ser un punto de referencia para las direcciones distritales antimafia del Ministerio Público, participa permanentemente, en representación del Departamento de Administración Penitenciaria, en las reuniones del Comité de Análisis Estratégico Antiterrorista.

#### Oficina de Supervisión y Seguridad Personal – U.S.Pe.V.

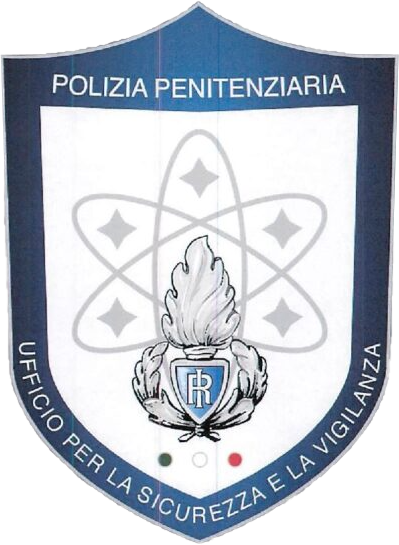
Escudo de la Oficina de Supervisión y Seguridad Personal

La Oficina de Supervisión y Seguridad Personal (en italiano, Ufficio per la Sicurezza Personale e per la Vigilanza) está dirigida por un primer director de la Policía Penitenciaria. La oficina está compuesta por dos departamentos especiales, cada uno de ellos dirigido por un director de la Policía Penitenciaria, a saber, el Departamento de Seguridad del Ministerio y el Departamento de Seguridad de los Órganos Centrales.
- Departamento de Seguridad del Ministerio, dependiente funcionalmente del gabinete del ministro de Justicia, es responsable de la supervisión y protección de la sede ministerial y de la protección de las personalidades pertenecientes a la Administración Central de Justicia (de conformidad con el artículo 2, párrafo 6 del decreto legislativo n.º 83 del 6 de mayo de 2002). Los miembros del Departamento de Seguridad del Ministerio son unidades especializadas que asisten al curso de escolta en los institutos de formación de la Policía Penitenciaria. Todos los miembros del departamento están cualificados para conducir vehículos blindados.

- Departamento de Seguridad de los Órganos Centrales, responsable de la vigilancia y control de las estructuras centrales del Ministerio de Justicia distintas de la sede ministerial.

#### Servicio naval

Escudo del Servicio naval

El Servicio naval (en italiano, Servizio navale) es un departamento de la Policía Penitenciaria creado el 31 de octubre de 1983 por decreto presidencial. Entre las tareas asignadas se encuentra la de brindar apoyo operativo y logístico a algunas instalaciones penitenciarias particulares. El Servicio naval también lleva a cabo tareas como patrullar las aguas en las proximidades de los centros de detención, transportar personal y materiales, apoyar desde el mar las actividades de búsqueda de fugitivos en tierra, respuesta de emergencia y rescate en el mar.
Originalmente uno de los principales objetivos del Servicio naval era custodiar las islas usadas como penitenciarías, pero con el cierre de las cárceles de las islas de Asinara y Pianosa la actividad de traslado de prisioneros pasó a ser mayoritaria. El decreto presidencial n.º 740 de 1983 estableció que las unidades navales que formaban parte de la flota abastecida al entonces Cuerpo de Oficiales de Custodia debían incluirse en el «buque militar del Estado» y en 1985 se registró en este primer grupo de seis lanchas patrulleras.

#### Laboratorio Central de la Base de Datos Nacional de ADN
La Base de Datos Nacional de ADN (en italiano, Banca Dati Nazionale del DNA) y el Laboratorio Central de la Base de Datos Nacional de ADN (en italiano, Laboratorio Centrale per la Banca Dati Nazionale del DNA) se crearon según ley n.º 85 del 30 de junio de 2009. Por decreto del ministro de Justicia del 2 de marzo de 2016, se creó el Laboratorio Central de la Base de Datos de ADN, al que se le han confiado la organización y el funcionamiento del laboratorio, las relaciones con las autoridades judiciales y los importantes servicios de policía judicial conexos.
El reglamento de aplicación, según el decreto presidencial n.º 87 del 7 de abril de 2016, permitió que la compleja actividad de recolección de muestras biológicas por parte de los operadores y la posterior tipificación del ADN iniciara el 7 de abril de 2016 en la base de datos del laboratorio central por sus funciones técnicas, establecidas por el decreto legislativo n.º 162 de 9 de septiembre de 2010 promulgado en aplicación del artículo 18 de la ley n.º 85 del 30 de junio de 2009, adecuada y específicamente formado para esta actividad. El organismo también pasó a formar parte de la Dirección de Investigación Antimafia y de la Policía Internacional gracias al decreto legislativo n.º 218 del 15 de noviembre de 2012 (Disposiciones complementarias y correctoras del decreto legislativo n.º 159 del 6 de septiembre de 2011, que contiene el código de leyes antimafia y medidas de prevención, así como nuevas disposiciones relativas a la documentación antimafia, de conformidad con los artículos 1 y 2 del ley n.º 159 de 13 de agosto de 2010).

### Clubes deportivos

#### Associazione Sportiva Dilettantistica Astrea
La Associazione Sportiva Dilettantistica Astrea, anteriormente la Unione Sportiva Astrea y conocido simplemente como A. S. D. Astrea, es un club de fútbol perteneciente a la Policía Penitenciaria y con sede en Roma. Los jugadores del Astrea son conocidos con el sobrenombre de ministeriali (‘ministeriales’). El Astrea, que también estuvo en la Segunda división en el pasado, juega actualmente en el grupo A de la Eccellenza Lazio, una de las divisiones de la Eccellenza, el quinto nivel en orden de clasificación dentro del campeonato de fútbol de Italia.
El Astrea disputa sus partidos como local en el estadio Casal del Marmo, situado en el centro penitenciario homónimo. Desde marzo de 2019, el estadio lleva el nombre del expresidente del club, Giuseppe Falcone.

#### Gruppo Sportivo Fiamme Azzurre
El Gruppo Sportivo Fiamme Azzurre, conocido simplemente como Fiamme Azzurre, es un club deportivo con sede en Roma y perteneciente a la Policía Penitenciaria que realiza actividades deportivas nacionales e internacionales en diecinueve disciplinas deportivas:
| Deportes de verano | Deportes de invierno | No olímpicos       |
| ------------------ | -------------------- | ------------------ |
| Atletismo          | Esquí alpino         | Patín sobre ruedas |
| Vela               | Patinaje artístico   |                    |
| Ciclismo           |                      |                    |
| Judo               |                      |                    |
| Pugilismo          |                      |                    |
| Lucha              |                      |                    |
| Natación           |                      |                    |
| Esgrima            |                      |                    |
| Halterofilia       |                      |                    |
| Pentatlón moderno  |                      |                    |
| Hípica             |                      |                    |
| Taekuondo          |                      |                    |
| Tiro con arco      |                      |                    |
| Tiro deportivo     |                      |                    |
| Tenis              |                      |                    |
| Piragüismo         |                      |                    |

La primera participación del Fiamme Azzurre en unos Juegos Olímpicos de Verano fue en los de Seúl 1988, mientras que en los de Invierno fue en los de Turín 2006.

## Personal
Los miembros del Cuerpo de Policía Penitenciaria son «funcionarios suplentes de seguridad pública», limitados a los que pertenecen a funciones directivas; oficiales de seguridad pública, las restantes funciones subordinadas; agentes y agentes de policía judicial en función de sus cualificaciones (los comisarios, inspectores y superintendentes son agentes de policía judicial en todo el territorio italiano, incluso fuera de servicio, como la policía y los carabineros).

### Reclutamiento
Se accede a funcionario de la Policía Penitenciaria mediante un concurso público de exámenes mediante una convocatoria de concurso del Ministerio de Justicia, que, según la titulación, podrá tener cupos reservados para el personal ya en servicio o para los hijos de «víctimas del deber». .
Antes de la promulgación de la ley n.º 226 del 23 de agosto de 2004 estaba previsto el acceso para todos los civiles, y el servicio militar obligatorio en Italia podía realizarse directamente en la policía participando en los concursos para estudiantes de oficiales auxiliares, reservados a los ciudadanos varones llamados al servicio militar.
Desde el 1 de enero de 2005 hasta el 31 de diciembre de 2015, los puestos propuestos para concurso de agentes estudiantiles estaban reservados a voluntarios por períodos anuales o cuatrienales. Desde el 1 de enero de 2016, las competiciones también se han reabierto a los civiles y se les reserva el 40 % de las plazas disponibles anualmente, según el artículo 165 y párrafo 1 de la ley n.º 226 del 23 de agosto de 2004. Los requisitos de idoneidad psicofísica están establecidos por el párrafo 1 del decreto presidencial n.º 904 del 23 de diciembre de 1983.
Tras ganar el concurso, será necesario realizar un curso de formación, de duración variable en función de la titulación:
- Nueves meses (recientemente reducidos a seis para hacer frente a la rotación) para los agentes estudiantes (concurso público reservado a los ciudadanos que no hayan cumplido veintiocho años y tengan un diploma de escuela secundaria o a los soldados en servicio o licenciados que no hayan cumplido veintiocho años y tener un diploma de escuela media);
- Cuatro meses para los superintendentes adjuntos (limitado al personal que desempeña el papel de agentes y asistentes);
- Doce meses para los inspectores adjuntos (competencia reservada a los ciudadanos en posesión de un título de escuela secundaria);
- Veinticuatro meses para los comisarios (concurso reservado a ciudadanos con título de maestría).

### Formación
Existen ocho escuelas de formación y actualización para la Policía Penitenciaria:
- Verbania
- Cairo Montenotte
- Castiglione delle Stiviere
- Parma
- Sulmona
- Roma
- Portici
- San Pietro Clarenza

Las escuelas de Aversa y Monastir ya no se utilizan como escuelas de formación.

### Caídos
Varios miembros de la fuerza han caído en cumplimiento de su deber o han sido víctimas de emboscadas del crimen organizado. Entre otros, Filippo Salsone, Giuseppe Montalto, Luigi Bodenza, Carmelo Magli, Nicandro Izzo y Raffaele Cinotti. Son treinta y siete los integrantes del cuerpo condecorados en la memoria desde 1943 hasta la actualidad.

## Escalafón

### Divisas de la escala de oficiales
| Código OTAN | OF-8                  | OF-8                     | OF-8                   | OF-7                         | OF-6                          | OF-5                      | OF-4                | OF-3                         | OF-2                        | OF-1                | OF-1                   |
| ----------- | --------------------- | ------------------------ | ---------------------- | ---------------------------- | ----------------------------- | ------------------------- | ------------------- | ---------------------------- | --------------------------- | ------------------- | ---------------------- |
| Italia      |                       |                          |                        | Divisa de dirigente generale | Divisa de dirigente superiore | Divisa de primo dirigente | Divisa de dirigente | Divisa de dirigente aggiunto | Divisa de comisario en jefe | Divisa de comisario | Divisa de subcomisario |
| Italia      | Jefe del departamento | Subjefe del departamento | Director institucional | Dirigente generale           | Dirigente superiore           | Primo dirigente           | Dirigente           | Dirigente aggiunto           | Comisario en jefe           | Comisario           | Comisario adjunto      |

### Divisas de la escala de suboficiales
| Código OTAN | OR-9                               | OR-9                   | OR-9                          | OR-8                     | OR-8                | OR-8                     | OR-7                                       | OR-7                          | OR-6                     | OR-5                          |
| ----------- | ---------------------------------- | ---------------------- | ----------------------------- | ------------------------ | ------------------- | ------------------------ | ------------------------------------------ | ----------------------------- | ------------------------ | ----------------------------- |
| Italia      | Divisa de subcomisario coordinador | Divisa de subcomisario | Divisa de Ispettore superiore | Divisa de Ispettore capo | Divisa de Ispettore | Divisa de Vice ispettore | Divisa de Sovrintendente capo coordinatore | Divisa de Sovrintendente capo | Divisa de Sovrintendente | Divisa de Vice sovrintendente |
| Italia      | Subcomisario coordinador           | Subcomisario           | Inspector superior            | Inspector jefe           | Inspector           | Inspector adjunto        | Superintendente jefe coordinador           | Superintendente jefe          | Superintendente          | Superintendente adjunto       |

### Divisas de la escala de graduados
| Código OTAN | OR-4                                   | OR-4                     | OR-4                | OR-4                    | OR-4             |
| ----------- | -------------------------------------- | ------------------------ | ------------------- | ----------------------- | ---------------- |
| Italia      | Divisa de Assistente capo coordinatore | Divisa de asistente jefe | Divisa de asistente | Divisa de agente scelto | Divisa de agente |
| Italia      | Asistente jefe coordinador             | Asistente jefe           | Asistente           | Agente elegido          | Agente           |

## Uniforme

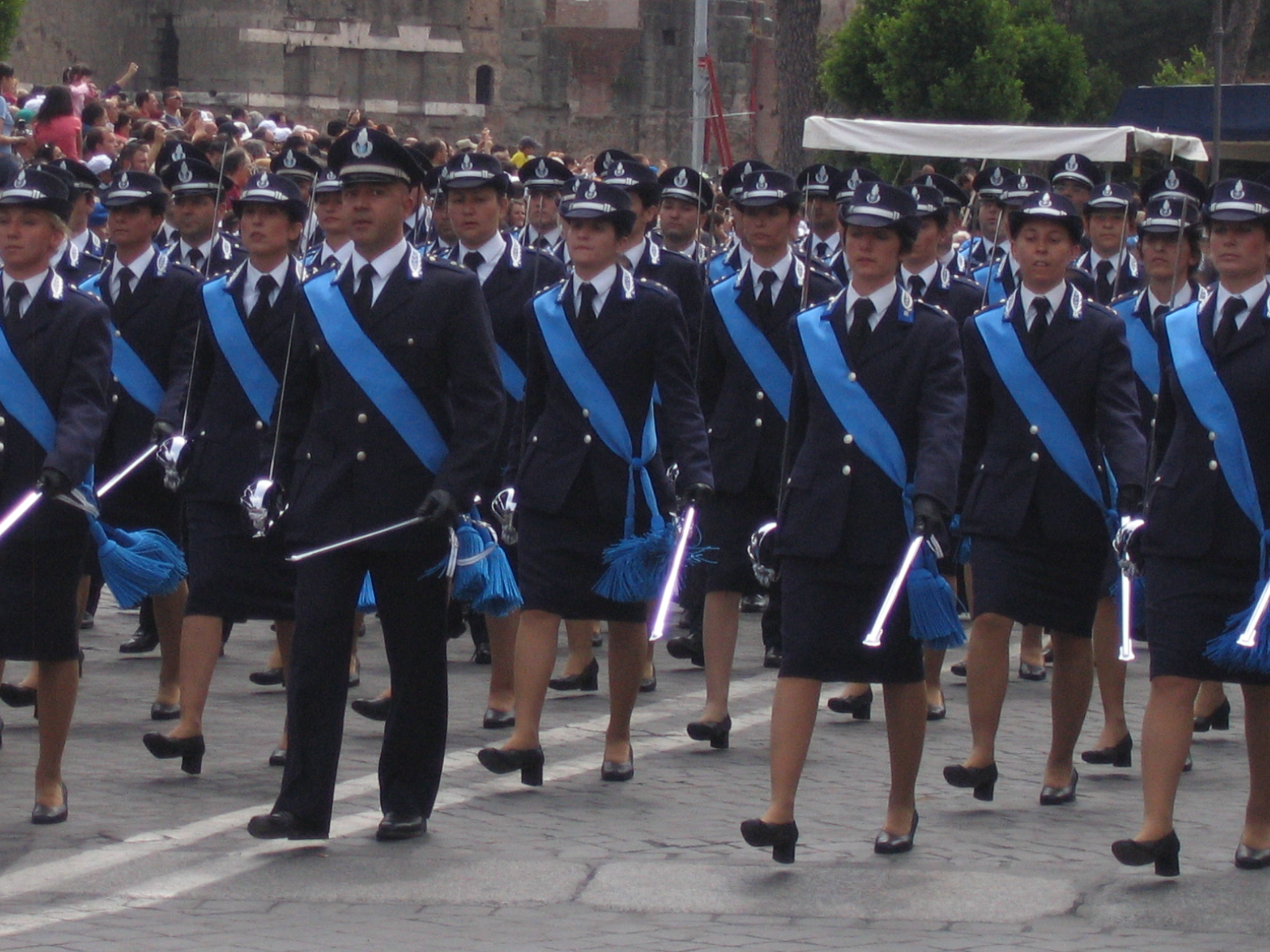
Oficiales de policía penitenciarios

La Policía Penitenciaria, tras la reforma de 1990, abandonó los antiguos uniformes grises verdosos del anterior Corpo degli agenti di custodia, para vestir actualmente uniformes azules.

### Uniforme de invierno

#### Uniforme ordinario
El uniforme de invierno consta de chaqueta con botones plateados e insignia del Cuerpo, cuello y hombreras con cenefa celeste, pantalón azul, camisa blanca de manga larga y corbata azul. La ropa también incluye una cazadora de goretex con grandes bolsillos y hombreras con ribetes de color celeste. La chaqueta está equipada con una funda de almohada térmica de lana, que es convenientemente desmontable y se puede usar como chaleco. 

#### Uniforme de operaciones
El uniforme de operaciones de invierno consta de una chaqueta azul y pantalones del mismo color con ribetes reflectantes de color azul claro, ambos con almohadilla térmica desmontable. La almohadilla térmica de la chaqueta se puede quitar cómodamente y se puede usar como chaleco-sostén, ya que las mangas y cremalleras internas se pueden quitar con ayuda.

### Uniforme de verano

#### Uniforme ordinario
El uniforme ordinario de verano, en cambio, se compone de una camisa celeste de manga corta, con bolsillos en el pecho y botones plateados con cenefa, pantalón de algodón azul y cinturón de tela azul con hebilla y cenefa plateada. Este uniforme incluyen una boina azul con friso o una gorra azul con friso, y botas de invierno.

#### Uniforme de operaciones
El uniforme de operaciones de verano se compone de pantalones azules (los de invierno sin almohadilla térmica) y un polo celeste con cremallera y bordes celestes, y se completa con botas anfibias.
También hay prendas como el suéter azul con cuello pico o en V y parches de refuerzo en hombros o codos y la inscripción «Polizia Penitenziaria» que se puede usar en lugar de la chaqueta y solo para servicios internos, una prenda interior azul con cuello pico, chaqueta, suéter de cuello alto con cremallera y parches de refuerzo en hombros o codos y la inscripción «Polizia Penitenziaria», abrigo de doble botonadura.

### Insignias

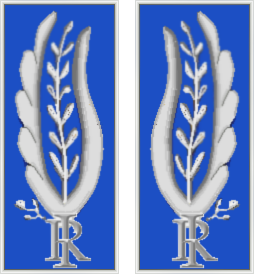
Insignias de chaqueta para agentes y asistentes
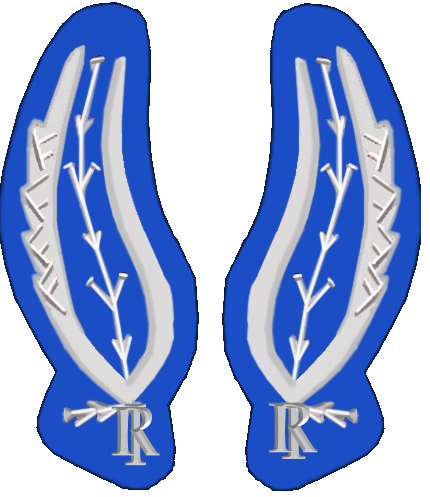
Insignias de chaqueta para el cargo de subcomisario
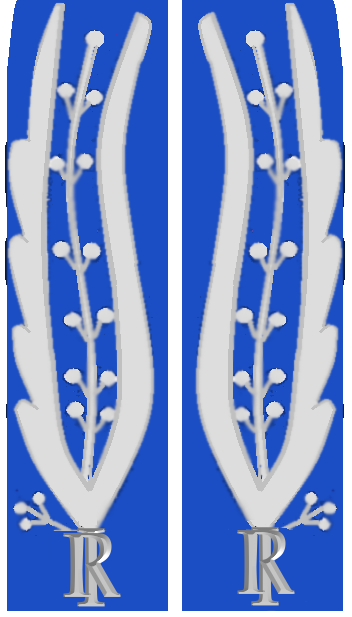
Insignias de chaqueta para personal directivo
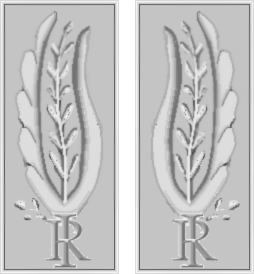
Insignias para uniforme ceremonial
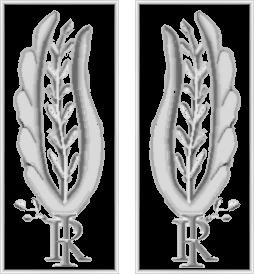
Insignias para uniforme ceremonial

## Medallas y condecoraciones otorgadas por el Cuerpo
Las condecoraciones fueron establecidas por decreto presidencial n.º 82 del 15 de febrero de 1999 en el Reglamento de servicio del Cuerpo de Policía Penitenciaria, en la Gaceta Oficial n.º 76 del 1 de abril de 1999, S. O. n.º 63, vigente desde el 16 de abril; regulado por decreto del jefe de Departamento de Administración Penitenciaria, del 14 de diciembre de 2012, «Modificación de los criterios para la concesión del reconocimiento por antigüedad y mérito de servicio de la Policía penitenciaria, así como las características de los signos distintivos y métodos de uso», publicado en la Gaceta Oficial n.º 301 del 28 de diciembre de 2012.

#### Medalla del mérito al servicio de la Policía penitenciaria
Medalla del mérito al servicio de la Policía penitenciaria de oro – 20 años de servicio
Medalla del mérito al servicio de la Policía penitenciaria de plata – 15 años de servicio
Medalla del mérito al servicio de la Policía penitenciaria de bronce – 10 años de servicio

#### Cruz del largo servicio de la Policía penitenciaria
Cruz del largo servicio de la Policía penitenciaria de oro – 35 años de servicio
Cruz del largo servicio de la Policía penitenciaria de plata – 30 años de servicio
Cruz del largo servicio de la Policía penitenciaria de bronce – 20 años de servicio

#### Medalla del mérito de navegación larga de la Policía penitenciaria
Medalla del mérito de navegación larga de la Policía penitenciaria de oro – 20 años de embarco
Medalla del mérito de navegación larga de la Policía penitenciaria de plata – 15 años de embarco
Medalla del mérito de navegación larga de la Policía penitenciaria de bronce – 10 años de embarco

#### Medalla de despedida de la Policía penitenciaria
La medalla de despedida de la Policía penitenciaria es una medalla no ponible.

#### Insignia de reconocimiento solemne por el papel directivo, los directivos y los comisarios coordinadores —asimilados a los oficiales superiores— de las fuerzas policiales italianas
Insignia de oro para la mención solemne por el papel directivo, los directivos y los comisarios coordinadores —asimilados a los altos mandos— de las fuerzas policiales italianas.
Insignia de plata por reconocimiento solemne por su función directiva, comisarios —asimilados a oficiales subalternos y subordinados— de las fuerzas policiales italianas.

## Honores otorgados al Cuerpo
El Cuerpo de Policía Penitenciaria —y anterior Corpo degli agenti di custodia— está condecorado con los siguientes honores —actualizado a enero de 2024—:
Cruz de caballero de la Orden Militar de Italia
«El Corpo degli agenti di custodia, como fuerza militar del Estado y parte integrante de las Fuerzas Armadas, se dedicó a su tarea con alto sentido del deber, abnegación constante, marcado profesionalismo y especialización. En su actividad centenaria, mediante el sacrificio de numerosos soldados caídos, dio un notable aporte de sangre en defensa de las instituciones (al Corpo degli agenti di custodia)».
—Roma, decreto del presidente de la República, 21 de octubre de 1989
Medalla de oro al valor civil
«En dos siglos de historia italiana, los operadores del Cuerpo de Policía Penitenciaria se han convertido en protagonistas, con sacrificio personal y colectivo, incluso a riesgo de su propia seguridad, de numerosas acciones que han afrontado, en períodos de hacinamiento exasperante, situaciones críticas y tensiones, operando siempre respetando los principios constitucionales y garantizando la seguridad y las condiciones para la realización de intervenciones para mejorar las condiciones carcelarias. Además, en los últimos años, el personal ha demostrado una alta profesionalidad en la lucha contra el fenómeno de la radicalización, en un contexto de gestión cada vez más compleja de la población detenida debido a la extrema heterogeneidad de grupos étnicos y culturas. Los numerosos caídos y condecorados son la muestra tangible del compromiso incansable y generoso de los hombres y mujeres del Cuerpo que, hoy como ayer, suscitan el agradecimiento y la admiración de toda la Nación. Territorio nacional, 18 de marzo de 1817 al 18 de marzo de 2017».
— Roma, decreto del presidente de la República, 7 de abril de 2017
Medalla de plata al valor civil
«El Corpo degli agenti di custodia, comprometido con el cumplimiento de fines institucionales desde hace un siglo, se ha esforzado con dedicación incondicional y fe incorruptible para garantizar el orden y la seguridad en las instituciones penitenciarias, sofocando disturbios protagonizados, en ocasiones, por organizaciones del sector político y común. delito. El abnegación demostrado, la ayuda prestada a las operaciones de rescate durante los desastres naturales, el homenaje de sangre ofrecido en la lucha contra el crimen organizado y contra el terrorismo, especialmente en el período de 1961 a 1981, han contribuido a fortalecer la confianza en las Instituciones de la República (al Corpo degli agenti di custodia)».
—Roma, decreto del presidente de la República, 19 de octubre de 1982
Medalla de oro al mérito civil
«El Cuerpo de Policía Penitenciaria, consciente de la calidad de su compromiso institucional, ha sabido superar momentos difíciles y situaciones de emergencia en el pasado reciente a lo largo de su gloriosa historia. Sin escatimar energía, coraje, dedicación y hasta extremo sacrificio, su personal con pasión, profesionalismo y sentido del deber ha jugado y juega un papel fundamental en el sistema penitenciario, en la lucha contra el crimen organizado y subversivo, participando también en las labores de rescate de poblaciones afectadas por desastres naturales. En el frente internacional cooperó en las actividades implementadas por las Naciones Unidas para mantener la paz en Kosovo. El desempeño del servicio con alto profesionalismo, espíritu de sacrificio y apego al deber han enriquecido la tradición de valor y eficiencia del Cuerpo, despertando la admiración y agradecimiento de toda la nación. 1990-2006»
—Roma, decreto del presidente de la República, 27 de septiembre de 2006
Medalla de oro al mérito de la redención social
«A lo largo de un siglo de historia, a pesar de la diversidad de normas que han dirigido y regulado su función a lo largo del tiempo, el personal del Corpo degli agenti di custodia, con inquebrantable sentido del deber, por íntima convicción y con gran humanidad, ha operado y opera en la noble acción, encaminada a la reeducación y reinserción social de todos aquellos que cumplen sus penas en prisión, contribuyendo significativamente a la realización de los fines primordiales de la institución penitenciaria».
—Roma, decreto ministerial, 3 de agosto de 1989
Certificado y medalla de bronce dorado a la excelencia de primera clase al mérito público del Departamento de Protección Civil
«Por la participación en el evento sísmico del 6 de abril de 2009 en Abruzos, debido a la extraordinaria contribución realizada con el uso de recursos humanos e instrumentales para superar la emergencia».
—Roma, decreto del presidente del Consejo de Ministros, 11 de octubre de 2010

## Galería

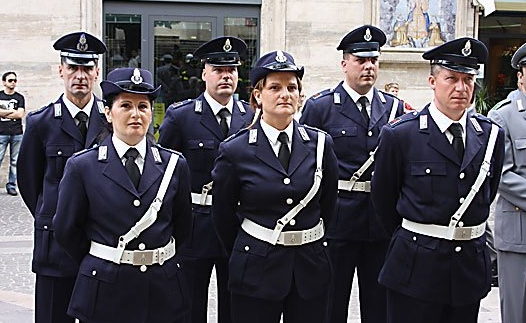
Oficiales del Cuerpo de Policía Penitenciaria.
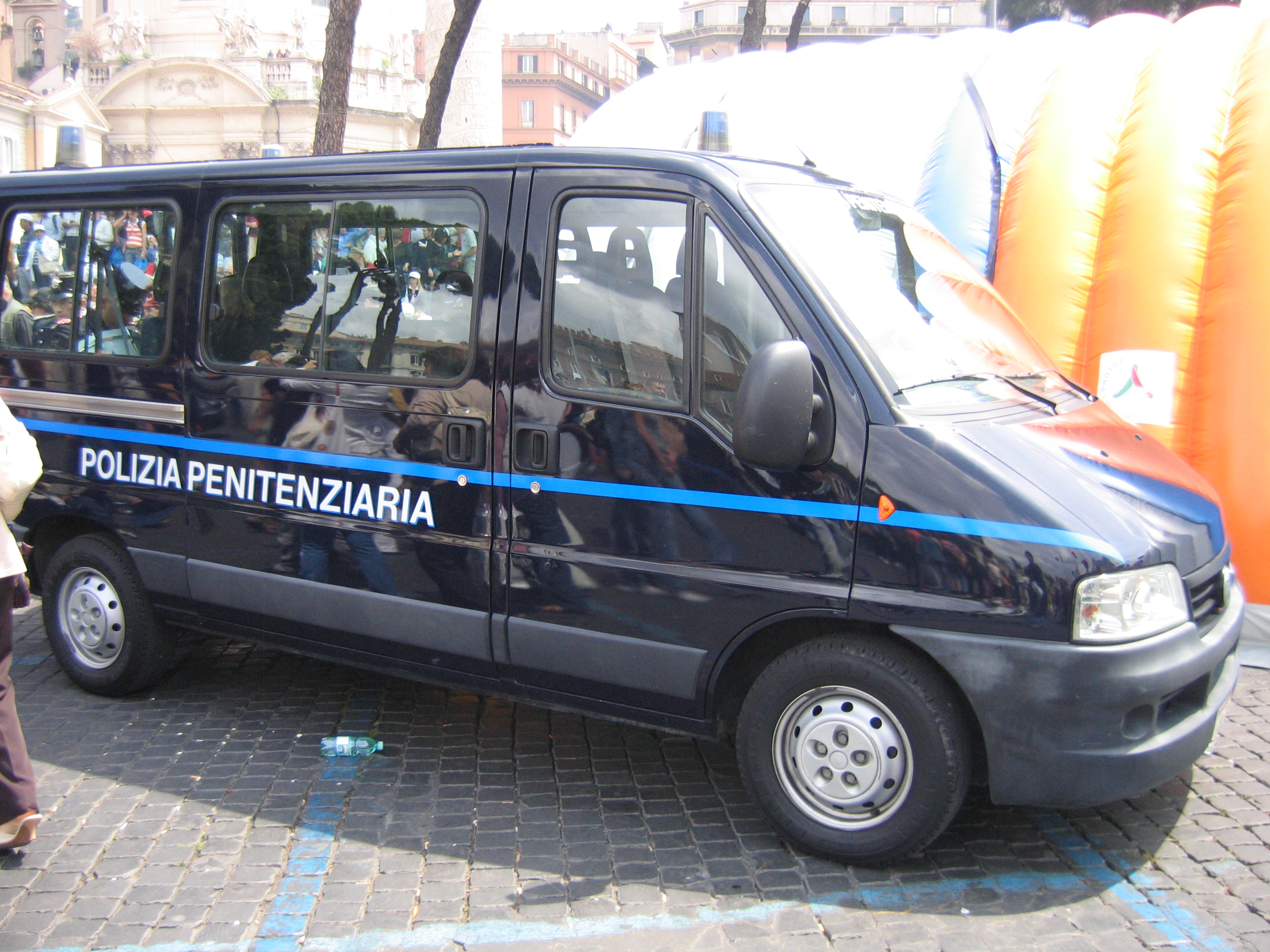
Furgoneta de transporte del Cuerpo de Policía Penitenciaria.
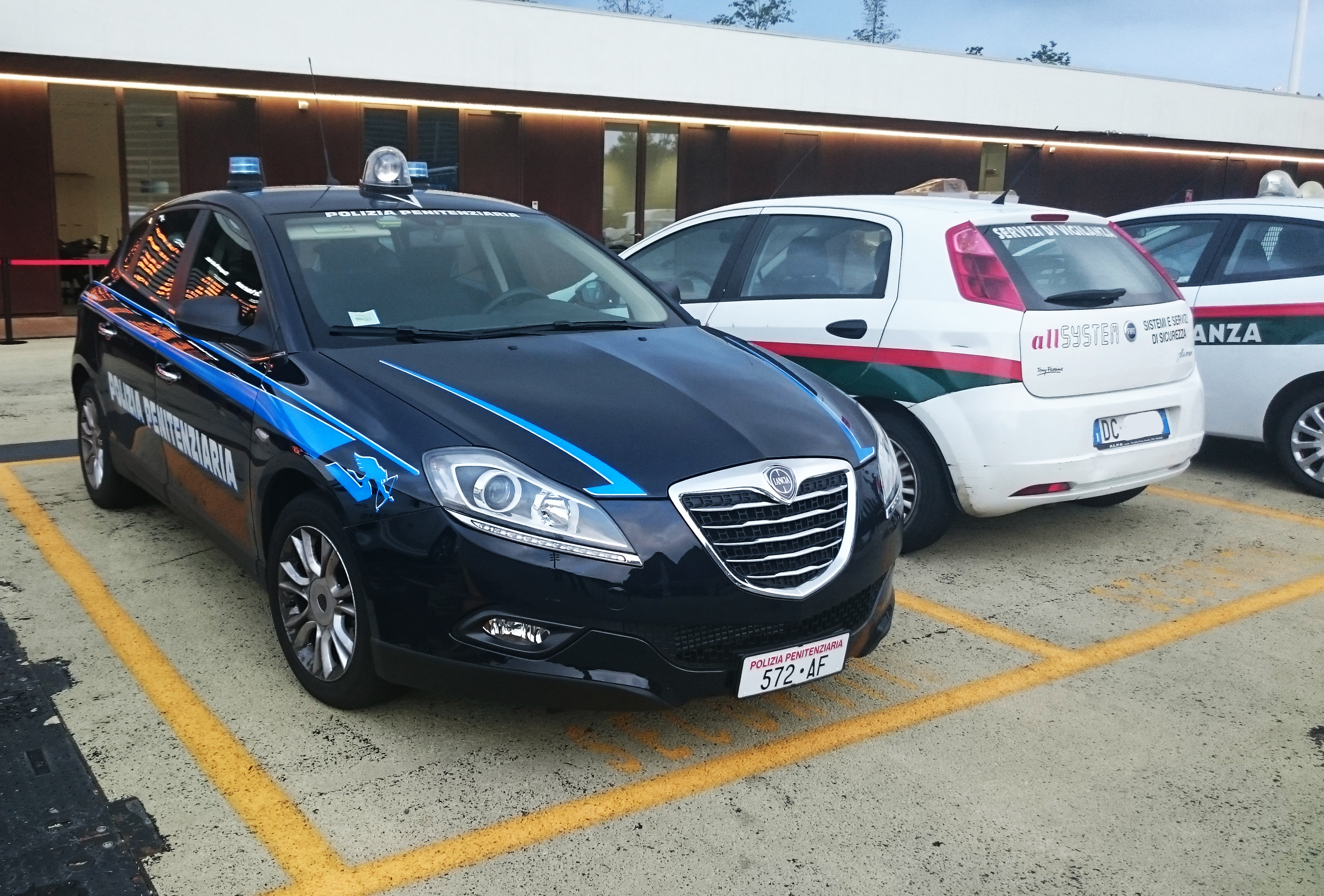
Coche del Cuerpo de Policía Penitenciaria.
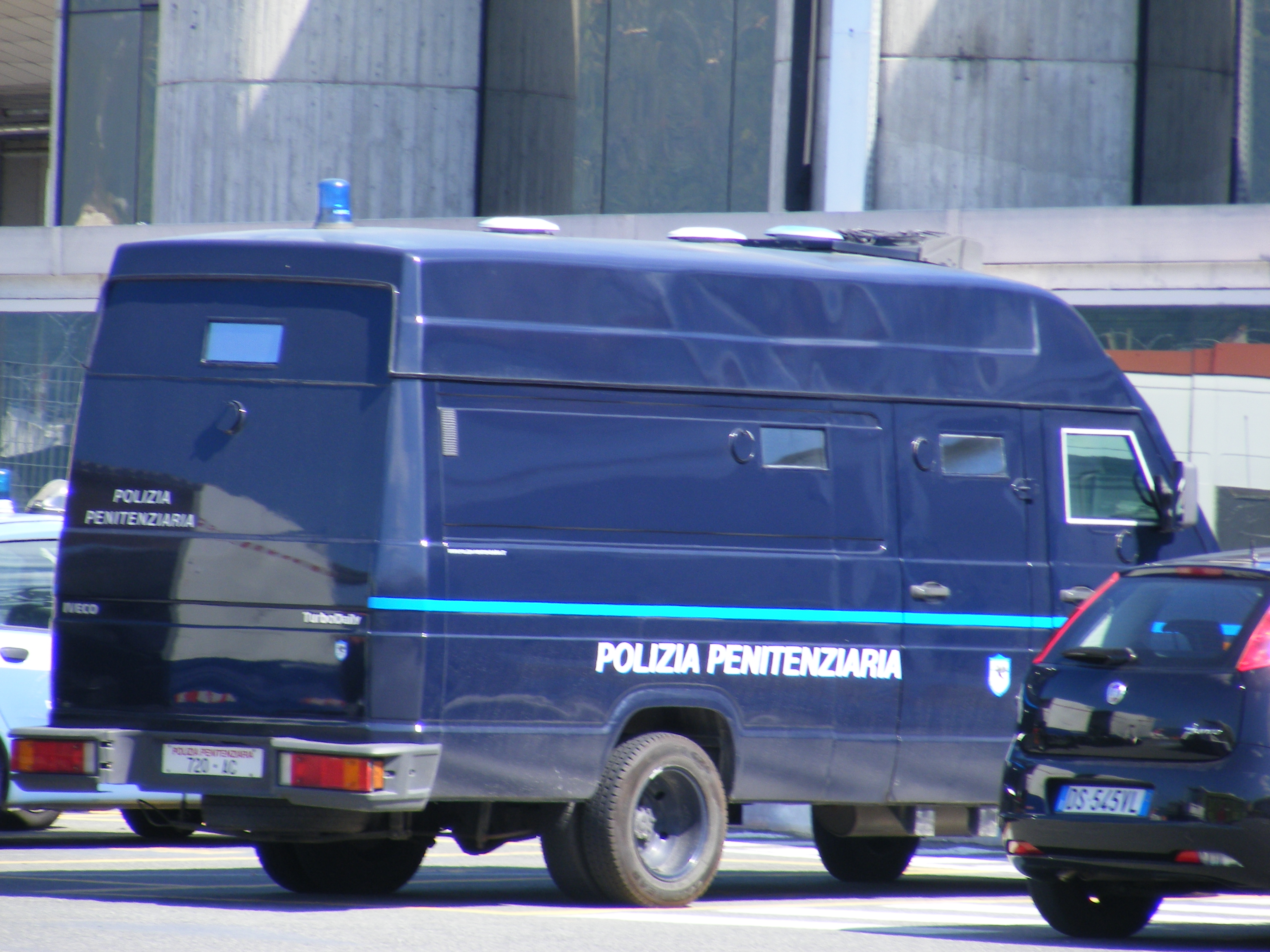
Vehículo blindado del Cuerpo de Policía Penitenciaria.